# Златан Вауда
Златан Вауда (Перница, Словенија, Краљевина Југославија, 14. јануар 1923 — Београд, Србија, 4. новембар 2010) био је композитор и диригент, руководилац и диригент Дечјег хора Радио Телевизије Београд (1953–1986). Добитник је Вукове награде. 

## Биографија
Вауда је завршио Факултет музичких уметности у Београду, одсек композиције и дириговање, а похађао је и летње курсеве код Ханса Јелинека и Ханса Сваровског.
У његовом опусу посебно место заузимају камерна музика, соло песме, солистичке композиције и музика за децу.
Написао је велики број дела намењених деци: музичке приче, радио игре, мале кантате... Опус Вауде обухвата више од 50 песама за децу: хорска музика, дечје соло песме, збирке дечјих песама за хор и клавир (Гугалице, Младински збори...), као и обраде и транскрипције великог броја песама домаћих, страних композитора, народних песама (Збирка Звуци мога завичаја), као и песама из НОР-а, песме интернационалних бригада (Шпанија моје младости, 1986), химни...
Вауда је био уметнички руководилац, продуцент и диригент Дечјег хора РТБ-а од 1953. до 1986. године, а у том периоду Дечји хор РТБ-а (данас РТС-а) наступао је на Дубровачким летњим играма (6 пута), БЕМУС-у (10 пута), манифестацији “Музика у Србији”, Змајевим играма, Фестивалу детета у Шибенику, Вуковом сабору, на Великом школском часу у Крагујевцу (9 пута).
У програму Дечјег хора било је више од сто композиција, а извео је дела 70 домаћих композитора, од којих су неки писали специјално за тај хор.
Као врстан познавалац хорског певања, интонације, акустике (Збирка Вокализа и композиција, Дечји културни центар, 2006), Вауда је био активан и на пољу бриге о деци. Између осталог, три деценије је био сарадник Просветно- педагошког завода града Београда, Удружења мизичких педагога, Музичке омладине Југославије...
Добитник је више од 50 награда за композиторски, диригентски, педагошки и методичко-инструктивни рад, међу којима су Вукова награда, Орден рада са златним венцем, Орден заслуге за народ са сребрним зрацима, награда за животно дело “Младо поколење”, Златна плакета “Крагујевачки октобар”, Спомен плакета града Београда, Најуспешнији уметник РТБ-а, награде РТБ, Југословенске радио-телевизије (ЈРТ), Удружења композитора Србије...
Сахрањен је у Алеји заслужних грађана на Новом гробљу у Београду.